# Escola de les Amèriques
L'Escola de les Amèriques (Western Hemisphere Institute for Security Cooperation en anglès) és una institució de formació militar a càrrec dels Estats Units d'Amèrica, coneguda principalment per la participació que va tenir en la formació de militars llatinoamericans que, posteriorment, van tenir una destacada participació en els cops d'Estat que van assolar la regió en la dècada de 1970. En aquesta institució es va donar instrucció sobre diverses tècniques de contrainsurgència, arribant fins i tot a la tortura d'opositors polítics (l'anomenat "enemic intern" dins la Doctrina de seguretat nacional imperant en aquest moment).